# 姫路客車区
姫路客車区（ひめじきゃくしゃく）は、兵庫県姫路市にかつて存在した西日本旅客鉄道（JR西日本）の車両基地である。本項では、前身である姫路客貨車区についても述べる。

## 概要
姫路駅構内に存在し、播但線全線と姫新線（姫路駅 - 上月駅間）で運用される客車が所属していた。日本国有鉄道時代は大阪鉄道管理局に属し、姫路客貨車区と称していた。
1989年3月11日に姫路運転区姫路派出所（検修部門）と統合し、1991年4月1日に姫路鉄道部に組織変更されて廃止された。

## 所属車両の車体に記された略号
所属組織の略号と、姫路の電報略号である「ヒメ」から構成されている。
国鉄時代は大阪鉄道管理局の略号を表す「大」と組み合わせた「大ヒメ」で、国鉄分割民営化後は近畿圏運行本部の略号を表す「近」と組み合わせた「近ヒメ」であった。

## 所属車両
- オハ35系客車
- スハ43系客車
- 12系客車
- 50系客車
- スエ30形客車（救援用）
- オエ70形客車（救援用）

1978年10月には旧型客車置き換え用として50系客車が配置され、同年11月1日から播但線全線で、同月10日から姫新線（姫路駅 - 上月駅間）で運用を開始した。1981年3月31日時点では50系客車は配置数は70両となった。
1986年11月1日時点では、臨時用として12系客車16両、普通列車用として50系客車57両、救援用として3両（マニ50形客車1両、スエ31形客車1両、オエ70形客車1両）が配置された。救援用車両2両（スエ30形客車1両、オエ70形客車1両）は1987年2月7日付で廃車となった。
1990年には、冷房化を目的として12系1000番台客車（近郊形改造施工）が転入し、播但線で同年3月16日から運用された。1991年の姫路鉄道部発足により、所属車両は同鉄道部に引き継がれた。

## 沿革
- 1915年（大正4年）10月12日：姫路列車電灯所が発足[6]。
- 1916年（大正5年）9月：姫路検車区が姫路機関区より分離発足[6]。
- 1923年（大正12年）9月：姫路列車電灯所が姫路車電区へと改名[6]。
- 1951年（昭和26年）4月1日：姫路検車区と姫路車電区が統合し、姫路客貨車区が発足[6]。
  - 国鉄高砂工場への入出場を取り扱うため、高砂工場内に高砂派出所が設けられていた[7]。
- 1987年（昭和62年）4月1日：国鉄分割民営化により、姫路客貨車区を改組して姫路客車区が発足。
- 1989年（平成元年）3月11日：姫路運転区姫路派出所（検修部門）と統合[2][3]。
- 1991年（平成3年）4月1日：姫路鉄道部に組織変更されて廃止。